# Hemitoma (slakken)
Hemitoma is een geslacht van weekdieren uit de klasse van de slakken (Gastropoda).

## Soorten
- Hemitoma cumingii G. B. Sowerby II, 1863
- Hemitoma imbricata (A. Adams, 1852)
- Hemitoma lamberti (Souverbie, 1875)
- Hemitoma octoradiata (Gmelin, 1791)
- Hemitoma polygonalis (A. Adams, 1852)